# マリア・ルイサ・カルセド
マリア・ルイサ・カルセド・ロセス（María Luisa Carcedo Roces、1953年8月30日 - ）は、スペイン・オビエド県サン・マルティン・デル・レイ・アウレリオ出身の医師・政治家。スペイン社会労働党(PSOE)所属。

## 経歴
オビエド大学で医学と外科学の学位を取得し、経営医学も修了した。1978年から1984年までは健康福祉の分野で活動し、1995年からはヒホンにあるナタオジョ健康センターで働いた。1991年から2004年にはアストゥリアス州議会議員を務めた。2004年から2015年にはスペイン下院議員を務め、2015年から2018年にはスペイン上院議員を務めた。カルメン・モントンが辞任すると、2018年9月12日から2020年1月3日までサンチェス内閣の健康・消費・社会福祉大臣を務めた。